# Renzo Alverà
Renzo Alverà (n. 17 ianuarie 1933, Cortina d'Ampezzo, Veneto, Italia – d. 15 martie 2005, Cortina d'Ampezzo, Veneto, Italia) a fost un bober ce a reprezentat Italia, medaliat olimpic. A participat la o ediție a Jocurilor Olimpice (1956) în care a câștigat două medalii de argint.